# Аронов Василь Петрович
Василь Петрович Аронов (1904, село Охотне Руднянської волості Рославльського повіту Смоленської губернії, тепер Смоленської області, Російська Федерація — ?) — радянський діяч, 2-й секретар ЦК КП Литви, секретар ЦК КП(б) Таджикистану. Член Бюро ЦК КП Литви в 1952—1953 роках. Депутат Верховної ради Російської РФСР 3—4-го скликань.

## Життєпис
Народився в селянській родині. Трудову діяльність розпочав пастухом. У 1925—1926 роках працював помічником продавця у сільському магазині.
З 1926 по 1928 рік служив у Червоній армії. Член ВКП(б) з 1927 року.
У 1928—1930 роках — слухач Калузької школи радянського та партійного будівництва.
У 1930—1932 роках — завідувач агітаційно-пропагандистського відділу, секретар комітету ВКП(б) залізничного депо, голова Малоярославської районної Спілки споживчих товариств Московської області.
У 1932—1936 роках — студент Комуністичного університету імені Свердлова.
У 1936—1938 роках — заступник директора Сталінабадської машинно-тракторної станції Таджицької РСР; 2-й секретар Курган-Тюбинського районного комітету КП(б) Таджикистану.
У 1938—1939 роках — 1-й секретар Курган-Тюбинського районного комітету КП(б) Таджикистану.
У 1939—1941 роках — секретар Сталінабадського обласного комітету КП(б) Таджикистану з пропаганди та агітації.
У 1941—1943 роках — секретар ЦК КП(б) Таджикистану з торгівлі та громадського харчування.
У 1943 році — заступник секретаря ЦК КП(б) Таджикистану та завідувач відділу торгівлі та громадського харчування ЦК КП(б) Таджикистану.
З листопада 1943 року — відповідальний організатор Управління кадрів ЦК ВКП(б).
На 1948—1952 роки — 2-й секретар Приморського крайового комітету ВКП(б).
25 вересня 1952 — 11 червня 1953 року — 2-й секретар ЦК КП Литви.
На 1954—1955 роки — 2-й секретар Орловського обласного комітету КПРС.
На 1959—1963 роки — голова Орловської обласної ради профспілок.
У 1963—1964 роках — голова Орловської промислової обласної ради профспілок.
Подальша доля невідома.

## Нагороди та премії
- орден Трудового Червоного Прапора (17.10.1939)
- орден Червоної Зірки (6.11.1945)
- медалі